# Lee Eun-sil
Lee Eun-sil (은실 이, Chunranamdo, 25 december 1976). Ze won samen met Ryu Ji-hae in 2001 het dubbelspeltoernooi van de ITTF Pro Tour Grand Finals. Drie jaar later stond ze met Seok Eun-mi ook in de eindstrijd van het vrouwendubbel op de Olympische Zomerspelen 2004, maar greep ditmaal naast de titel.

## Sportieve loopbaan
Eun-sil maakte haar internationale (senioren)debuut op de Aziatische kampioenschappen van 1994, waar ze deelnam aan het dubbelspel voor vrouwen en daarin tot de kwartfinale reikte. Hoewel ze op de ITTF Pro Tour verschillende enkelspeltitels zou winnen, bleek het dubbelspel dan ook haar specialiteit. Na verschillende Aziatische kampioenschappen in deze discipline op haar naam geschreven te hebben, won Eun-sil samen met Ryu Ji-hae in 2001 het dubbelspeltoernooi van de ITTF Pro Tour Grand Finals, een van de grootste titels in het mondiale tafeltennis. Dat bleek het begin van een vruchtbare periode voor de prijzenkast van de Zuid-Koreaanse, want twee jaar later won ze samen met Seok Eun-mi brons op de wereldkampioenschappen in Parijs. Op de Olympische Zomerspelen 2004 (Eun-sils tweede en laatste Olympische toernooi) haalden ze samen een nog hoogwaardiger medaille door zich voor de dubbelspelfinale te plaatsen. Goud werd het dankzij het Chinese duo Wang Nan/Zhang Yining niet, maar dat waren dan ook de regerend wereldkampioenes in het vrouwendubbel (die in zowel 2005 als 2007 hun titel prolongeerden).

## Erelijst
Belangrijkste resultaten:
- Verliezend finaliste vrouwendubbel Olympische Zomerspelen 2004 (met Seok Eun-mi)
- Brons vrouwendubbel wereldkampioenschappen 2003 (met Seok Eun-mi)
- Brons landenploegen WK 2000 en WK 2001 (met Zuid-Korea)
- Winnares vrouwendubbel Aziatische Spelen 2002 (met Seok Eun-mi)
- Winnares vrouwendubbel Aziatische kampioenschappen 1998 (met Ryu Ji-hae) en 2000 (met Seok Eun-mi)

ITTF Pro Tour:
Enkelspel:
- Winnares Amerika Open 1996
- Winnares Egypte Open 2004

Dubbelspel:
- Winnares ITTF Pro Tour Grand Finals 2001 (met Ryu Ji-hae)
- Winnares Brazilië Open 1997 (met Ryu Ji-hae), 2001 (met Shin Soo-hee), 2002 (met Seok Eun-mi) en 2006 (met Moon Hyun-jung)
- Winnares China Open 1997 (met Ryu Ji-hae) en 2002 (met Seok Eun-mi)
- Winnares Amerika Open 1997 (met Ryu Ji-hae)
- Winnares Japan Open 1997 (met Ryu Ji-hae)
- Winnares Oostenrijk Open 1997 (met Ryu Ji-hae)
- Winnares Engeland Open 1999 (met Ryu Ji-hae)
- Winnares Denemarken Open 2001 (met Ryu Ji-hae)
- Winnares Egypte Open 2004 (met Seok Eun-mi)